# Guojujávri
Guojujávri, vars namn tidigare var Littejaure, är en sjö i Gällivare kommun i Lappland och ingår i Luleälvens huvudavrinningsområde. Sjön har en area på 0,902 kvadratkilometer och ligger 793 meter över havet. Sjön avvattnas av vattendraget Lihtijohka.

## Delavrinningsområde
Guojujávri ingår i det delavrinningsområde (753508-158513) som SMHI kallar för Utloppet av Littejaure. Medelhöjden är 857 meter över havet och ytan är 5,96 kvadratkilometer. Räknas de 9 avrinningsområdena uppströms in blir den ackumulerade arean 138,98 kvadratkilometer. Lihtijohka som avvattnar avrinningsområdet har biflödesordning 6, vilket innebär att vattnet flödar genom totalt 6 vattendrag (Utloppet från Siiddasjávri, Suorggejohka, Tjävrráädno, Viedásädno, Stora Luleälven och Luleälven) innan det når havet. Avrinningsområdet består mestadels av kalfjäll (86 procent). Avrinningsområdet har 0,9 kvadratkilometer vattenytor vilket ger det en sjöprocent på 14 procent.